# Karl Ernst
Karl Ernst (Berlín, 1 de septiembre de 1904 - Berlín, 30 de junio de 1934) fue un político alemán perteneciente al Partido Nacionalsocialista y Gruppenführer de las SA. Es conocido sobre todo por haber sido líder las SA en Brandemburgo. Fue diputado del Reichstag de 1931 a 1933 y desde 1933 hasta su muerte consejero de estado de Prusia. Según algunas teorías, Karl Ernst tuvo un papel importante en el incendio del Reichstag de febrero de 1933. Murió asesinado en la Noche de los cuchillos largos.

## Biografía

### Juventud (1904-29)
Karl Ernst nació en 1904 en Berlín. Tras realizar su educación básica en escuelas en Berlin-Wilmersdorf y Berlín Grunewald, entre 1918 y 1921 consiguió terminar su formación como técnico comercial especializado en exportación.
Ernst, que había comenzado a implicarse en el movimiento juvenil nacional ya en 1918, se incorporó en 1920 al Großdeutscher Jugendbund y más tarde también al «Eskadron Grunewald» perteneciente al Freikorps. Dentro del Eskadron Grunewald, realizaba las tareas de Radmelder (mensajero en bicicleta) de una Garde-Kavallerie-Schützen-Division («División de fusileros-caballería-guardia»). De 1920 a 1923 también fue miembro de Bund Wiking.
Hasta 1923 estuvo empleado de comercial en Berlín y Maguncia. Ese mismo año se hizo miembro de las SA (Sturmabteilung).
Tras el fracaso del Putsch de Múnich de noviembre de 1923 y la prohibición del partido nazi, Ernst se relacionó con diversas otras organizaciones de extrema derecha y enemigas del Estado. Así, fue miembro entre 1924 y 1926 en el Frontbann, una organización que recogía a los miembros de la prohibida SA, y en la organización «Ulrich von Hutten» de Gerhard Roßbach, uno de los dirigentes del Freikorps. Debido a sus conflictos con la ley, Ernst fue denunciado por Geheimbündelei (pertenecía a una asociación secreta), perturbación del orden público y liberación de prisioneros.
Para mantenerse, Ernst realizó diversos trabajos en el sector de los servicios durante esta época, siendo sucesivamente comercial, empleado de banca, comprador, secretario, jefe de departamento, viajante, corresponsal, camarero y botones en Berlín, Maguncia y Danzig.
En el recién fundado partido nazi, Ernst formó parte de 1927 a 1931 a la dirección de la SA en Múnich.

### 1929-34
De 1929 a 1931 Ernst fue a clases en la Deutsche Hochschule für Politik en Berlín durante tres semestres.
En relación con la llamada Revuelta de Stennes, una disputa dentro de las SA de Berlín, Ernst fue nombrado en abril de 1931 ayudante del Gausturm (sección local de las SA). En esta función, junto con Wolf-Heinrich von Helldorf, participó el 12 de septiembre de 1931 en los disturbios del Kurfürstendamm: en la noche del año nuevo judío, unos 1000 miembros de las SA, gritando consignas como «¡Muere, judío!» y «¡Mata a los judíos a palos!», agredieron a los judíos que salían de la sinagoga y a transeúntes que pasaban por el Kurfürstendamm. Contra Helldorf y Ernst, que inicialmente se ocultaron, se elevaron denuncias por perturbación del orden público. Defendidos por Roland Freisler y Hans Frank, fueron condenados en noviembre de 1931 a seis meses de cárcel. La pena fue levantada en febrero de 1932; Ernst fue condenado a una multa por agravios.

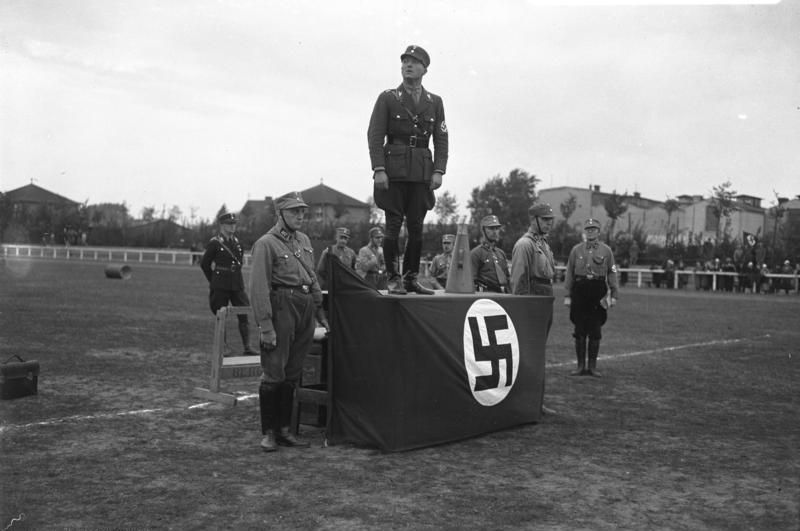
Ernst en 1932 en Berlin-Köpenick, hablando en una fiesta deportiva.

En diciembre de 1931, Ernst había sido nombrado SA-Oberführer Adjutant («Ayudante del Jefe Supremo de las SA»); de julio de 1932 a marzo de 1933, dirigió la SA-Untergruppe (grupo local) de Berlin-Ost. El 1 de marzo de 1933 fue avanzado a SA-Gruppenführer, tomando la jefatura de la nueva SA-Obergruppe III. A la vez, el 20 de marzo de 1933 fue nombrado sucesor de Wolf-Heinrich Graf von Helldorf, el Obersten SA-Führung (OSAF, «Jefe Supremo de las SA») de Berlín y la Provincia de Brandeburgo. Desde diciembre de 1933 también tenía las funciones del Standortführer de las SA en Berlín. Desde marzo de 1933, Ernst estaba subordinado a la llamada SA-Feldpolizei, que estaba directamente en relación con la persecución de los opositores al régimen. Así, Ernst ordenó el asesinato del vidente Erik Jan Hanussen el 24 de marzo de 1933.
Ernst fue candidato al Reichstag para el partido nazi y de julio de 1932 a marzo de 1933 fue diputado por el tercer distrito electoral Potsdam II. Tuvo un segundo mandato de marzo de 1933 a noviembre de 1933 por el distrito electoral 2 de Berlín. Le siguió un tercer mandato de noviembre de 1933 al 30 de junio de 1934. El 11 de julio de 1933, Ernst fue nombrado Preußischer Staatsrat, consejero de estado de Prusia.
En 1931, Ernst apareció como uno de los más conocidos amigos homosexuales de Ernst Röhm en la edición de junio del periódico socialdemócrata Münchner Post. También se publicaron cartas falsificadas del teniente Paul Schulz (que consiguió sobrevivir la Noche de los cuchillos largos huyendo al extranjero), en las cuales Ernst era llamado «Frau von Röhrbein», la señora de Röhrbein, haciendo referencia a su larga relación con Paul von Röhrbein (que había ayudado a Röhm a subir dentro del partido). Durante la Revuelta de Stennes, en la primavera de 1931, la indignación de los partidarios de Walther Stennes fue especialmente grande contra la «tríada» homosexual «Röhm-Röhrbein-Ernst». Ernst y Röhrbein fueron asediados en un local de Berlín en la noche del 26 al 27 de junio de 1931 por las gentes de Stennes. Cuando llegó una sección leal de las SA que había sido llamada en auxilio, la detención de los partidarios de Stennes ya estaba en marcha. Según un protocolo que se ha conservado, el jefe de las gentes de Stennes dijo, refiriéndose a Ernst y Röhrbein: «Ahí, mirad a los parásitos del partido, estos mariquitas, estos malditos que se dan por el culo, que dejan arruinar el buen nombre del partido. Ahí están sentados los dos, esos cerdos maricones».
A pesar de ello, Ernst dio su palabra de honor a un hombre de las SA de no ser homosexual. En 1931 También había tenido cierta amistad con Arnolt Bronnen y Guillermo II de Alemania. En el yate que Erik Jan Hanussen tenía en el Wannsee, habría participado en orgías con sus camaradas de las SA.

## Conflicto con el ejército
En la cuestión de la futura constitución del ejército (Wehrverfassung) del régimen nazi, el papel de las SA quedó poco claro. Ernst Röhm creó en enero de 1934 fuerzas con armamento pesado. Ernst formó además un regimiento y un batallón de guardia para cada brigada de las SA. De esta forma, el conflicto con el ejército, el Reichswehr, estaba asegurado, puesto que los dirigentes de las SA querían integrar estas unidades en el ejército.
Sin embargo, Hitler se había decidido por el Reichswehr y contra las SA. Con ello también quedaba sellado el destino de Ernst y Röhm. Hermann Göring y Heinrich Himmler organizaron una gran purga dentro del Partido Nazi cuyo objetivo era neutralizar el ala izquierda del movimiento nacionalsocialista y acabar con Röhm. Para justificar las ejecuciones, Göring y Himmler inventaron planes de un supuesto golpe de Estado de las SA contra Hitler, lo que desembocaría en la Noche de los cuchillos largos. Göring presentó a Hitler el 18 de junio de 1934 un informe del SS-Gruppenführer y jefe de la policía Kurt Daluege en el que se describía que Ernst estaba esparciendo detalles sobre el incendio del Reichstag.
Recién partido a su luna de miel en Madeira, junto con su esposa Minna, fue detenido por un comando de las SS bajo la dirección de Kurt Gildisch en el puerto de Brema. Fue trasladado en avión a Berlín y esa misma tarde del 30 de junio fusilado en Berlin-Lichterfelde por un comando de las SS de la 1.ª División SS Leibstandarte SS Adolf Hitler, junto a otros tres miembros de las SA, que aparentemente también habían participado en el Incendio del Reichstag. Debido a que pensó hasta el final que era víctima de una desgraciada confusión, murió gritando "¡Heil Hitler!". Rudolf Heß fue uno de los que insistieron en el asesinato de Ernst.

## Papel en el incendio del Reichstag en 1933
Karl Ernt ha sido relacionado por diversas fuentes con el Incendio del Reichstag de febrero de 1933. Según una teoría habría, junto con una tropa de las SA, entrado en el Reichstag desde el domicilio oficial del Presidente del Parlamento, que en la época era Hermann Göring, a través de un túnel secreto. Allí habrían repartido gasolina y otros productos químicos, para abandonar el edificio por el mismo camino. Marinus van der Lubbe, detenido y condenado oficialmente por el incendio, estaría en el edificio en eses momento por casualidad o habría sido colocado allí como chivo expiatorio.
A favor de la participación de Ernst en el Incendio hablan innumerables declaraciones. El llamado «Ernst-Testament», el «testamento de Ernst», en el que Ernst admite abiertamente su participación en el incendio del Reichstag, ha sido desenmascarado como una falsificación de la prensa en el exilio de 1933/34 y no se puede usar como prueba.

## Repercusión
Karl Ernst fue representado en un telegrama decorado que se editó para el Congreso del Partido de 1936. Tras la muestra del formulario en diversos periódicos, se paró la impresión y se retiraron los 35.000 ejemplares que ya se habían distribuido.